# Ejercicio de pedal, BWV 598
Pedal-Exercitium (español: Ejercicio de Pedal) en sol menor (improvisaciones registradas por Carl Philipp Emanuel Bach) es una pieza para órgano compuesta por el músico alemán del barroco Johann Sebastian Bach aproximadamente en 1735.

## Descripción
Es un ejercicio complejo de práctica con el pedalero, y consiste en pasajes rápidos y de difícil articulación. El manuscrito es obra de Carl Philipp Emanuel, hijo de Johann Sebastian.
Los orígenes de la composición son inciertos: el musicólogo Alberto Basso considera que puede tratarse de una canción que Carl Philipp intentaba anotar en el momento, mientras su padre estaba improvisando con los pedales. La transcripción, por otra parte, no tiene conclusión.

## Nots y referencias
1. ↑  Alberto Basso (n. 1931): musicólogo italiano.
2. ↑  BASSO, Alberto: Frau Musika, la vita e le opere di Johann Sebastian Bach, vol. I, pág. 311. EDT Editore.
  - EDT: Edizioni Di Torino (Ediciones de Turín).